# Internationale Lenin-Vredesprijs

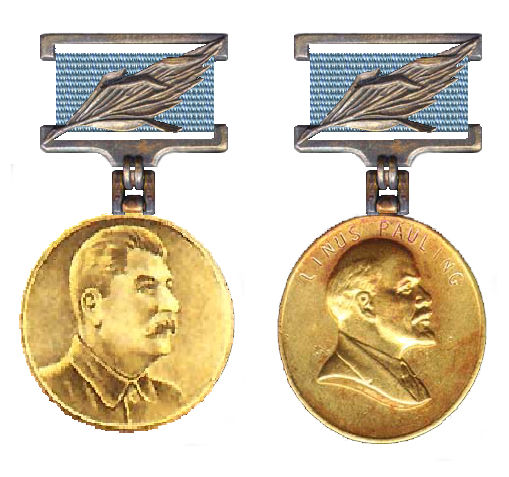
Medailles met de koppen van Stalin en Lenin.

De Internationale Lenin-Vredesprijs (Russisch: международная Ленинская премия мира) was een onderscheiding van de Sovjet-Unie die werd toegekend voor verdiensten voor de vrede. De prijs, vernoemd naar Vladimir Lenin, werd jaarlijks uitgereikt in Moskou. Onder meer Fidel Castro, Salvador Allende en Nelson Mandela werden onderscheiden. Onder de prijswinnaars is ook de Nederlander Joris Ivens. De prijs had eerst de naam van Jozef Stalin gedragen. Die "Internationale Stalin-Vredesprijs voor het versterken van de vrede tussen de volkeren" werd op 20 december 1949 ingesteld door het Presidium van de Opperste Sovjet van de Sovjet-Unie ter gelegenheid van de zeventigste verjaardag van Jozef Stalin. Aan de prijs was een groot geldbedrag verbonden, in 1950 was dat 100 000 roebel wat overeenkwam met $25 000 (volgens de wisselkoers die de Sovjet-Unie toentertijd hanteerde).

## Geschiedenis

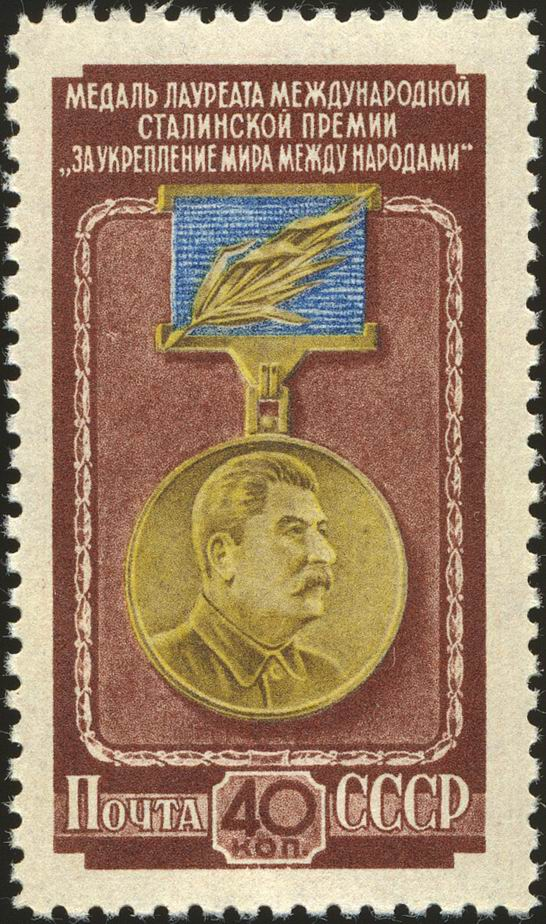
Postzegel van de Sovjet-Unie met de medaille van de Internationale Stalin-Vredesprijs

Het instellen van deze vredesprijs was een reactie van de Sovjet-Unie op het beleid van het Noorse parlementaire comité dat de Nobelprijs voor de Vrede toekende. Ook de Sovjetprijs werd door een commissie toegekend. Voorzitter van die commissie was van 1950-1973 de natuurkundige Dmitri Skobelzyn, daarna tot 1987 de oncoloog Nikolai Blokhin en ten slotte, na de reorganisatie van de prijs in 1989, de lasingenieur Borys Paton. Bijna alle laureaten waren buitenlanders. Na 1955 ging de prijs "Internationale Lenin-Vredesprijs voor het versterken van de vrede tussen de volkeren" heten. In de Sovjet-Unie werd in deze periode van destalinisatie een einde gemaakt aan de persoonsverheerlijking van de gestorven dictator. Het jaar waaraan de prijs werd verbonden heeft tot verwarring geleid. Vooral bij de in december bekendgemaakte laureaten was het voor de internationale pers en voor biografen niet duidelijk aan welk jaar de prijs was verbonden. Ging het in de op 20 december 1952 bekendgemaakte lijst om de prijzen van 1952 of 1953?
Toen het Presidium van de Opperste Sovjet de Internationale Stalin-Vredesprijs voor het versterken van de vrede tussen de volkeren instelde was de Sovjet-Unie nauw betrokken bij de door de Sovjetregering zelf aangemoedigde aanval van Noord-Korea op Zuid-Korea, de zogenaamde Koreaanse Oorlog. Stalin had in 1940 ook de aanval van zijn land op Finland geleid. In de Westerse pers werd dan ook wel badinerend van de Stalin "Peace" Prize gesproken. De prijs was in de Westerse wereld omstreden en de winnaars werd het aannemen van de Stalin- of Lenin-Vredesprijs door de niet communistische pers aangerekend.
In wat Nikita Chroesjtsjov later als een periode van persoonsverheerlijking hekelde werd de naam van Stalin vaak gebruikt. Zo was er ook een Stalinprijs. Aan beide prijzen was een kleine medaille met het portret van Stalin verbonden. Het instellen van de prijs was een officieel eerbetoon aan Stalin ter gelegenheid van diens zeventigste verjaardag. De instelling van de prijs kwam wat laat, want Stalin was al op 18 december 1948 zeventig geworden. In de loop van de destalinisatie werd de naam van de prijs in een besluit van het Presidium van de Opperste Sovjet van 6 september 1956 gewijzigd in "Internationale Lenin-Vredesprijs voor de Consolidatie van de Vrede tussen de Volkeren" (Russisch: Международная Ленинская премия «За укрепление мира между народами»). Alle voorgaande winnaars werden daarop uitgenodigd om hun medailles naar Moskou te sturen zodat deze vervangen konden worden door een medaille met een portret van Lenin. In het vervolg werden de winnaars niet langer op 21 december, dat was de verjaardag van Stalin, maar op 1 mei, de “Dag van de Arbeid” bekendgemaakt.
Op 11 december 1989 werd de procedure voor de toekenning van de prijs herzien. Dit moet vanaf nu om de twee jaar gebeuren en de namen van de winnaars moesten in het vervolg op de verjaardag van Lenin, dat was 22 april, worden gepubliceerd. Deze procedure bleef tot de val van de Sovjet-Unie in 1991 van kracht. Daarna werd de prijs niet meer toegekend.

## Versiersel
De laureaten droegen de kleine gouden medaille aan een in een metalen beugel gevat blauw lint op de rechterrevers. Een kleine palm maakte deel uit van de beugel. In een miniatuur, damesversiersel of baton was niet voorzien.

## Laureaten

### Winnaars van de Internationale Stalin-Vredesprijs
De eerste zeven winnaars werden in 1951 bekendgemaakt.
- 1950: Frédéric Joliot-Curie, Soong Ching-ling beter bekend als de Chinese first lady Madame Chiang Kai-Shek, Hewlett Johnson, Eugénie Cotton, Arthur Wheelock Moulton (geweigerd),[5] Pak Chong Ae en Heriberto Jara.
- 1951: Guo Moruo, Pietro Nenni, Oyama Ikuo, Monica Felton, Anna Seghers en Jorge Amado
- 1952: Yves Farge, Saifuddin Kitchlew, Eliza Branco, Paul Robeson, Johannes R. Becher, James Gareth Endicott en Ilja Ehrenburg
- 1953: Pierre Cot, Sahib Singh Sokhey, Andrea Gaggero, Isabelle Blume, Howard Fast, John Desmond Bernal, Leon Kruczkowski, Pablo Neruda, Andrea Andreen en Nina Vasiljevna Popova
- 1954: Denis Nowell Pritt, Alain Le Léap, Thakin Kodaw Hmaing, Bertolt Brecht, Felix Iversen, André Bonnard, Baldomero Sanín Cano, Prijono en Nicolás Guillén
- 1955: Lázaro Cárdenas del Río, Mohamed al-Aschmar, Joseph Wirth, Tôn Đức Thắng, Akiko Seki en Ragnar Forbech

### Winnaars van de Internationale Lenin-Vredesprijs
Zeven winnaars ontvingen in het eerste jaar wat nu de Internationale Lenin-Vredesprijs heette. Na hen volgden kunstenaars, wetenschappers, aanhangers van de door de communisten sterk beïnvloede internationale vredesbeweging en meerdere politieke leiders. In de jaren na de destalinisatie veranderde, behalve de datum waarop de winnaars bekend werden gemaakt, de praktijk van de toekenning niet. Onder de winnaars waren ook de Sovjetleiders Nikita Chroesjtsjov en Leonid Brezjnev.

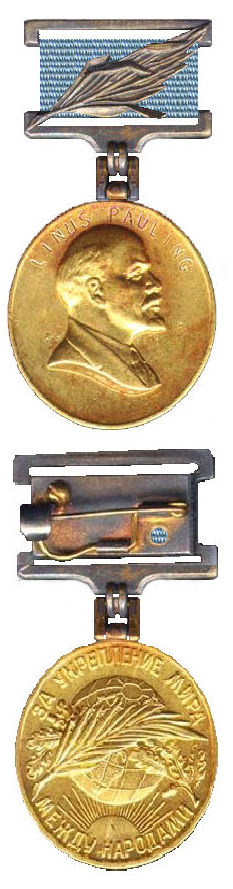
Voor- en keerzijde van de Lenin-Vredesprijs van de Sovjet-Unie 1955 - 1991

- 1956: Chandrasekhara Venkata Raman, Emmanuel d’Astier de la Vigerie, Maria Rosa Oliver, Nikolaj Tichonov, Udakendawala Siri Saranankara Thero, Danilo Dolci en Heinrich Brandweiner
- 1957: Kaoru Yasui, Arnold Zweig, Louis Saillant, Artur Lundkvist en Josef Hromádka
- 1958: Nikita Chroesjtsjov, William Edward Burghardt Du Bois, Otto Buchwitz, Kostas Varnalis en Ivor Montagu
- 1959: Soekarno, Cyrus Eaton, Laurent Casanova, Alexander Korneitschuk en Aziz Sherif
- 1960: Fidel Castro Ruz, Sékou Touré, Rameshwari Nehru, Mihail Sadoveanu, Antoine Georges Tabet, Ostap Dłuski en William Morrow
- 1961: Kwame Nkrumah, Pablo Picasso, István Dobi, Faiz Ahmed Faiz en Olga Poblete de Espinosa
- 1962: Modibo Keïta, Manolis Glezos, Georgi Traikow en Oscar Niemeyer
- 1963: Ahmed Ben Bella, Dolores Ibárruri en Herluf Bidstrup
- 1964: Aruna Asaf Ali, Rafael Alberti, Kaoru Ota en Gordon Schaffer
- 1965: Dschamsrangiin Sambuu, Joseph Peter Curtis, Mirjam Vire-Tuominen en Giacomo Manzù
- 1966: Miguel Ángel Asturias, Martin Niemöller, Abram Fischer, David Alfaro Siqueiros, Ivan Málek, Rockwell Kent en Herbert Warnke
- 1967: Nguyễn Thị Định, Jorge Zalamea Borda, Romesh Chandra, Jean Effel, Endre Sík een de Nederlandse cineast Joris Ivens
- 1968–69: Ludvík Svoboda, Linus Pauling, Shafiah Achmed el Sheikh, Jarosław Iwaszkiewicz, Akira Iwai, Bertil Svahnström en Khaled Mohieddin
- 1970–71: Eric Henry Stoneley Burhop, Renato Guttuso, Zola Dragoitschewa, Kamal Jumblatt, Ernst Busch en Alfredo Varela
- 1972: Leonid Brezjnev, Salvador Allende Gossens, Enrique Juan Pastorino Viscardi en James Aldridge De koers van de roebel was inmiddels $1,34. Het prijsgeld was dus een fors bedrag; $134 000.[7]
- 1973–74: Luis Corvalán, Jeanne-Martin Cissé en de Belgische kanunnik Raymond Goor
- 1975–76: János Kádár, Agostinho Neto, Samora Machel, Hortensia Bussi de Allende, Seán MacBride, Pierre Pouyade en Yannis Rítsos
- 1977–78: Kurt Bachmann, Freda Brown, Angela Davis, Kumara Padmanabha Sivasankara Menon, Halina Skibniewska en Vilma Espín Guillois
- 1990: Nelson Mandela  was de laatste persoon die de prijs kreeg toegekend. Hij zou hem pas in 2002 in ontvangst nemen.[8] De gouden medaille werd toen door de ambassadeur van de Russische Federatie uitgereikt.